# Catocala dula
Catocala dula és una espècie de papallona nocturna de la subfamília Erebinae i la família Erebidae. Es troba a Rússia, Japó, Corea i la Xina.
Fa aproximadament 65 mm d'envergadura alar.

## Subespècies
- Catocala dula dula
- Catocala dula carminea (Mell, 1939)